# Магазов, Риза Шаихъянович
Риза́ Шаихъя́нович Мага́зов  (10 марта 1932 — 30 декабря 2022) — российский доктор медицинских наук, профессор, академик Академии наук Республики Башкортостан с 1991 года.

## Биография
Риза Шаихъянович Магазов родился 10 марта 1932 года в деревне Ново-Ишлы Миякинского района БАССР. Отец, Шаихьян Сабахетдинович Магазов, работал учителем. Мать — Амина Муллаахметовна. В семье было восемь детей. Старший брат Ризы — Азат Магазов, полковник в отставке, известный писатель. В 1938 году отец был назначен директором начальной школы в Чулпаново, где Риза пошел в первый класс. Во время войны отец и старший брат ушли на фронт. Риза остался старшим по дому.
В 1955 году Риза Магазов закончил Башкирский медицинский институт, женился на учительнице Анузе Мугалимовне.
В Миякинском районе Риза Шаихъянович работает окулистом, хирургом. Затем он — главный врач Миякинского района, главный врач Альшеевского района.
Магазов 13 лет возглавлял главную больницу Башкортостана — Республиканскую клиническую больницу им. Куватова. Риза Шаихъянович был награждён в 1976 году орденом Трудового Красного Знамени.
В 1978 году он стал директором Уфимского НИИ вакцин и сывороток им. И. И. Мечникова. Риза Магазов защитил кандидатскую, затем докторскую диссертации.
С 1991 года Риза Шаихъянович — академик-секретарь отделения медицинских наук Академии наук Республики Башкортостан.
Скончался 30 декабря 2022 года в Уфе.
Семья: жена Магазова Ануза Мугалимовна. Сын, две дочери, внуки и внучки.

## Научная деятельность
Научные интересы: разработка новых препаратов для диагностики, лечения и профилактики заболеваний, вызванных условно патогенными микробами, методов оценки состояния привитого организма и изучения эффективности вакцинных препаратов. Большой труд коллектива был удостоен ордена Дружбы народов.
Р. Ш. Магазов разработал вакцинные препараты: сорбированный оптимально сбалансированный полианатоксин, внедрённый в производство в Уфимском, Пермском и Томском НИИ ВС; препарат ассоциированной вакцины для профилактики заболеваний, вызываемых условно патогенными бактериями и вирусом геморрагической лихорадки с почечным синдромом.
Р. Ш. Магазов является одним из организаторов Академии наук Республики Башкортостан.

### Ученики
Среди учеников Р. Ш. Магазова 5 докторов и 8 кандидатов наук.

### Работы
Автор более 150 научных работ, в том числе 12 монографий, 6 авторских свидетельств.
- Поствакцинальные реакции: механизм развития и профилактика. Уфа: Башкнигоиздат, 1991.
- Совместимость вакцин при комплексной и ассоциированной иммунизации. Уфа: Китап, 1996.
- Геморрагическая лихорадка с почечным синдромом: актуальные проблемы эпидемиологии, патогенеза, диагностики, лечения и профилактики. Уфа: Гилем, 2006.

## Звания и награды
Магазов является Почётным академиком Чувашской национальной академии, заслуженным деятелем наук Российской Федерации, заслуженным врачом БАССР. Риза Магазов стал лауреатом премии Совета Министров Российской Федерации. Он автор более 150 научных трудов, многих монографий, авторских свидетельств на изобретения. Председатель Объединённого ученого диссертационного совета по микробиологии, аллергологии и иммунологии, медицинским и биологическим наукам. Успешно возглавлял Башкирский научный центр Российской академии медицинских наук.
Р. Ш. Магазов — лауреат премии Совета Министров СССР (1985), международной премии имени Кол-Гали (2001), награждён орденами Трудового Красного Знамени (1976), Дружбы народов (1986), «Знак Почёта» (1971).